# Nemastomella dentipatellae
Espèce
Synonymes
- Nemastoma dentipatellae Dresco, 1967

Nemastomella dentipatellae est une espèce d'opilions dyspnois de la famille des Nemastomatidae.

## Distribution
Cette espèce est endémique d'Espagne. Elle se rencontre en Cantabrie, aux Asturies, en Galice dans la province de Lugo et en Castille-et-León dans la province de León.

## Systématique et taxinomie
Cette espèce a été décrite sous le protonyme Nemastoma dentipatellae par Dresco en 1967.  Elle est placée dans le genre Nemastomella par Staręga en 1987, dans le genre Centetostoma par Luque en 1992 puis dans le genre Nemastomella par Prieto en 2004.

## Publication originale
- Dresco, 1967 : « Nemastoma bacilliferum Simon. Espèces voisines. Espèces nouvelles (Opiliones, Fam. Nemastomatidae). » Annales de Spéléologie, vol. 22, p. 367–391.